# Det svåra valet
Set svåra valet är synthgruppen Adolphson & Falks  femte Svenska album, utgivet 1987. Tre av låtarna framfördes live i SVT programmet Gig 1988.

## Låtlista
A1 Morgonstund          0:45

A2 Ett Hjärta Som Reser	5:24 

A3 Fly Som Ett Vatten	3:28

A4 Tjänsteman	        3:38

A5 För Mig Själv	5:30

B1 Gatornas Armé	4:06

B2 Bakgård              3:27

B3 Gränser	        5:07

B4 Våga Igen	        3:45

B5 Våga Igen (Del II)	3:02

B6 Det Svåra Valet      2:17

## Medverkande[3]

### Adolphson & Falk
- Anders Falk - Sång, Musik (låt: A1-A5, B1, B3, B5-B6), Textförfattare, Producent
- Tomas Adolphson - Sång, Musik (låt: A1-A5, B1, B3, B5-B6), Textförfattare (B2), Producent
- Greg FitzPatrick - Arrangemang (låt: A1-B5), Synthesizer, Framförande, Musik (B2, B4), Inspelning, Producent
- Dagge Lundqvist  - Mixning, Trummor, Inspelning, Producent

### Produktion
- Classe Persson - Digital redigering
- Anders Lindholm - Illustration
- Ermalm's Egenart - Layout omslag
- Peter Dahl - Mastering
- Lars Torndahl - Fotograf
- Christer Granberg - Inspelning